# Lillehammer Challenger 1995
Il Lillehammer Challenger 1995 è stato un torneo di tennis facente parte della categoria ATP Challenger Series nell'ambito dell'ATP Challenger Series 1995. Il torneo si è giocato a Lillehammer in Norvegia dal 17 al 23 luglio 1995 su campi in terra rossa.

## Vincitori

### Singolare
Andrew Ilie ha battuto in finale  Christian Ruud con il punteggio di 6–3, 6–2

### Doppio
Thomas Johansson /  Lars-Anders Wahlgren hanno battuto in finale  Andrew Ilie /  Todd Larkham con il punteggio di 3–6, 6–3, 6–3